# Forte da Estrela
O Forte da Estrela localizava-se na freguesia da Matriz, concelho da Ribeira Grande, na ilha de São Miguel, nos Açores.
Em posição dominante sobre este trecho do litoral, constituiu-se em uma fortificação destinada à defesa deste ancoradouro contra os ataques de piratas e corsários, outrora frequentes nesta região do oceano Atlântico.

## História
A "Relação" do marechal de campo Barão de Bastos em 1862 informa que se encontrava arruinado e era de construção defeituosa.
Esta estrutura encontra-se atualmente entaipada, apenas tendo perdido as suas guaritas.